# Parrhasius moctezuma
Parrhasius moctezuma är en fjärilsart som beskrevs av Clench 1970. Parrhasius moctezuma ingår i släktet Parrhasius och familjen juvelvingar. Inga underarter finns listade i Catalogue of Life.